# Recensement de la population en Suisse
Le recensement de la population en Suisse s'effectue chaque année au niveau fédéral sous l'égide de l'Office fédéral de la statistique.

## Histoire
Le premier recensement fédéral de la population a été réalisé en mars 1850 sous la conduite du conseiller fédéral Stefano Franscini. Il a consisté à établir le nombre d'habitants et à recueillir des informations sur le sexe, l'âge, l'état civil, la profession et la religion de la population. Entre 1860 et 2000, un recensement de la population s’est déroulé tous les dix ans au mois de décembre. Ce rythme décennal n'a pas été suivi à deux seules occasions: le recensement a été anticipé de deux ans en 1888 (pour servir de base à la révision de la répartition des arrondissements électoraux) et retardé d'une année en 1941 (en raison de la mobilisation générale de l'armée en mai 1940). Le recensement de l’an 2000 a été le dernier à être réalisé selon la méthode traditionnelle. Depuis 2010, le recensement de la population est réalisé et exploité par l’Office fédéral de la statistique (OFS) chaque année et sous une nouvelle forme. Afin de décharger la population, l’OFS utilise en premier lieu les registres des habitants pour collecter les informations, qu’il complète en procédant à des enquêtes par échantillonnage. Seule une petite partie de la population (5 % environ) est interrogée dans le cadre d’interviews écrites ou téléphoniques. Le nouveau recensement de la population avait pour premier jour de référence le 31 décembre 2010.

## Le nouveau recensement de la population

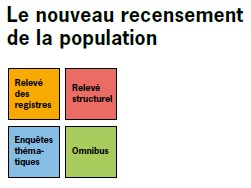
Le nouveau recensement de la population

Le nouveau recensement de la population repose principalement sur un relevé fondé sur les registres qui exploite les données administratives disponibles. L’OFS utilise pour ce faire les données des registres des habitants des cantons et des communes, des registres fédéraux de personnes ainsi que du registre fédéral des bâtiments et des logements.
Les informations nécessaires qui ne figurent dans aucun registre doivent être collectées à l'aide d'enquêtes complémentaires par échantillonnage (relevé structurel, enquêtes thématiques, enquête Omnibus).

### Relevé des registres
Le relevé des registres donne des informations de base sur l’ensemble de la population. Il fournit des résultats sur l’effectif et la structure de la population et des ménages, des bâtiments d’habitation et des logements. Ces résultats sont disponibles chaque année à fin août (statistiques démographiques, statistiques des bâtiments et des logements) et au début de l’année qui suit l’enquête (statistiques des ménages, conditions d’habitation).

### Relevé structurel
Depuis 2010, 200 000 personnes (environ 2,5 % de la population) sont interrogées chaque année dans le cadre du relevé structurel. Le relevé structurel est une enquête par échantillonnage. Cela signifie que les informations saisies doivent être extrapolées pour obtenir des résultats statistiques pour l’ensemble de la population. Ces résultats constituent des estimations qui sont entachées d’une certaine imprécision. Le cumul des échantillons (Pooling) permet l’exploitation combinée de plusieurs phases d’une enquête échelonnée dans le temps. La réunion de données fondées sur différents échantillons permet d’obtenir des résultats plus précis, par rapport à ceux basés sur un seul échantillon.

### Enquêtes thématiques
Dans les enquêtes thématiques, entre 10 000 et 40 000 personnes sont interrogées chaque année sur un thème parmi cinq au total. Les statistiques établies sur leur base permettent d’approfondir considérablement les informations du relevé structurel. Les premiers résultats sont disponibles un an après la fin de la phase de collecte.

### Omnibus
Les enquêtes omnibus sont des enquêtes sur des thèmes actuels menées auprès de 3 000 personnes et dont le but est de fournir rapidement des réponses à des questions politiques et scientifiques d'actualité. Les résultats sont disponibles environ six mois après l’enquête.